# プロトン伝導性セラミック燃料電池
プロトン伝導性セラミック燃料電池（プロトンでんどうせいセラミックねんりょうでんち、英ːPCFC, protonic ceramic fuel cell）とは、酸化物イオンO2-ではなく水素イオンH+(プロトン)を固体電解質内部の電荷担体として用いたSOFC（固体酸化物燃料電池）の一種。

プロトン伝導性燃料電池のダイアグラム。同じくプロトン伝導性の固体高分子形燃料電池と同じスキームとなっている。

酸化物イオン伝導性のSOFCの場合、燃料極側に水蒸気H2Oを発生し燃料は水蒸気と混ざって薄くなるが、プロトン伝導性の場合は空気極側に水蒸気H2Oを発生するので燃料の濃度が高く保たれる。

## 利点
- 濃度過電圧が小さい
- 燃料利用効率が高い

こうした利点により、出力密度が高くなり、エネルギー効率も高くなる。
旧来の酸化物イオン伝導性のSOFCよりも更に高い80％LHVすら達成可能とされる。